# Heinrich von Sybel

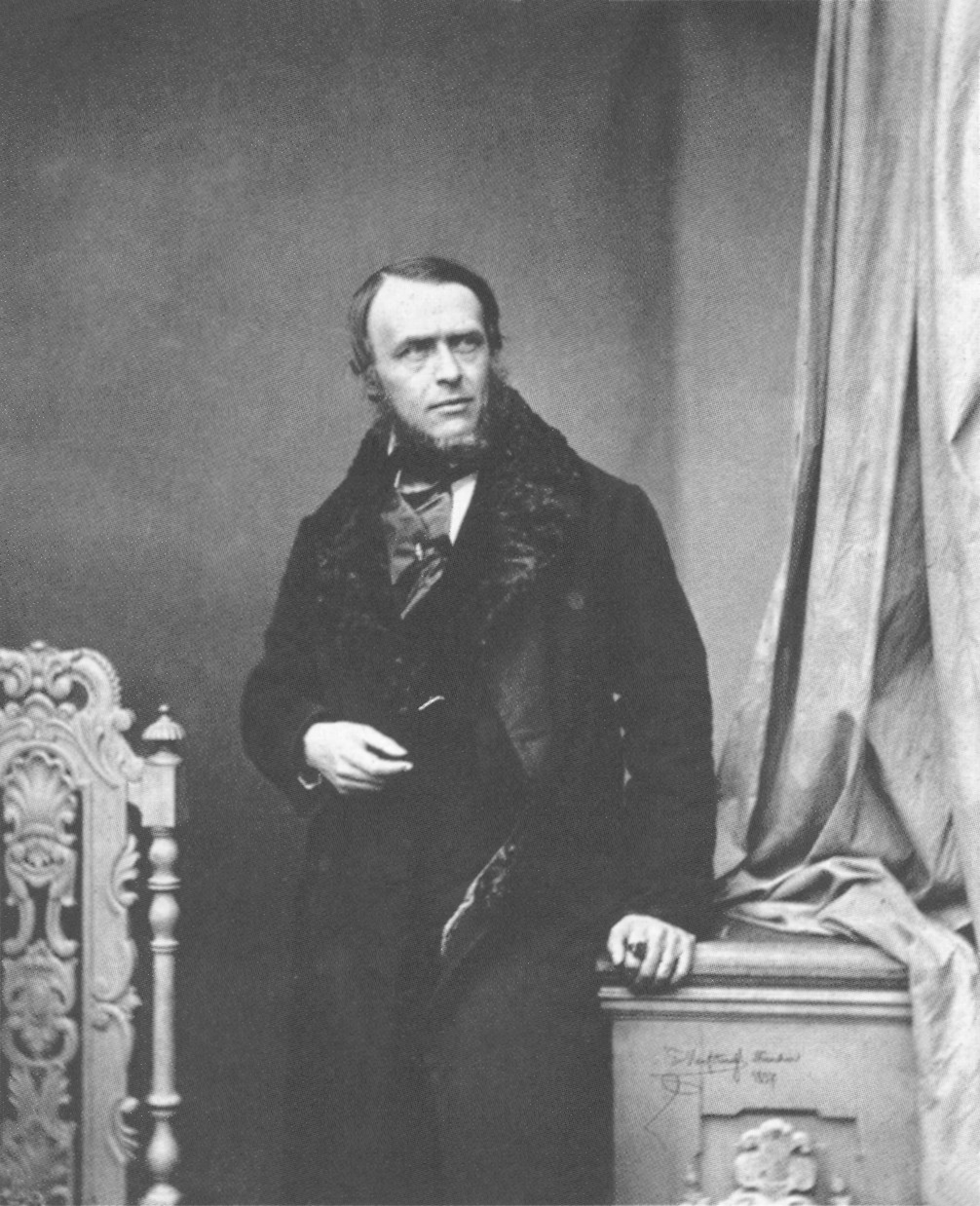
Heinrich von Sybel

Heinrich von Sybel (ur. 2 grudnia 1817 w Düsseldorfie, zm. 1 sierpnia 1895 w Marburgu) – niemiecki historyk i polityk.

## Rodzina
Pochodził z protestanckiej rodziny pastorów i nauczycieli. Był synem Henryka Ferdynanda Filipa von Sybel - znanego prawnika. Jego synem był Ludwig von Sybel - znany archeolog i historyk sztuki.

## Heinrich von Sybel jako historyk
Studiował historię w Berlinie. Był uczniem Leopolda von Ranke. W 1838 uzyskał stopień doktora filozofii. Habilitował się dwa lata później na uniwersytecie w Bonn. Opublikował pracę o dziejach pierwszej wyprawy krzyżowej. Otrzymał propozycję pracy jako docent a w 1844 powierzono mu funkcję profesora nadzwyczajnego. Jesienią 1845 otrzymał tytuł profesora zwyczajnego Uniwersytetu w Marburgu. W 1856 przeniósł się na Uniwersytet w Monachium. Założył tam seminarium historyczne oraz rozpoczął wydawanie zeszytów historycznych Historische Zeitschrift. W 1859 wraz z Leopoldem von Ranke założył Komisję Historyczną Bawarskiej Akademii Nauk. Wspierał projekt wydawania źródeł z prac Reichstagu (Reichstagsakten), którego pomysłodawcą był Georg Voigt, a wykonawcami uczniowie von Sybela: Wilhelm Maurenbrecher oraz Hans Delbrück.
W 1861 przyjął powołanie na Uniwersytet w Bonn. Wtedy też został członkiem korespondentem Bawarskiej Akademii Nauk. W 1875 powierzono mu kierownictwo pruskim archiwum państwowym. W tym samym roku przyjęto go do Pruskiej Akademii Nauk. Zaangażował się również w utworzenie Niemieckiego Instytutu Historycznego w Rzymie. W Bonn jego najbardziej znanym uczniem był Friedrich Philippi. W 1874 odznaczony został Pour le Mérite za Naukę i Sztukę.

W swoich pracach skupiał się na dziejach średniowiecznych Niemiec, szczególnie historii cesarstwa. Zajmował się problemem legitymizacji władzy cesarskiej i polityki włoskiej cesarzy. Położył duże zasługi na polu naukowego badania, interpretacji i edycji źródeł (zwłaszcza Acta Borussica). Zawód historyka ujmował w szerszym kontekście zarówno jako historyka - fachowca, jak też historyka - nauczyciela i wychowawcę z punktu widzenia państwa i narodu niemieckiego. Zasłużył się na polu podniesienia roli historii, jako dyscypliny uniwersyteckiej. Przyczynił się do organizacji i instytucjonalizacji nauki historii i badań historycznych na niemieckich uczelniach wyższych. Zawdzięczano mu upowszechnienie seminarium historycznego, jako formy zajęć ze studentami.
Napisał m.in. Die deutsche Nation und das Kaiserreich. Eine historisch-politische Abhandlung (1862).

## Heinrich von Sybel jako polityk
Karierę polityczną rozpoczął, gdy pracował na Uniwersytecie w Marburgu, wspierając ruch liberalny. Zaangażował się w wydarzenia Wiosny Ludów. Został członkiem parlamentu frankfurckiego. Między 1848 a 1849 był członkiem parlamentu erfurckiego, który chciał ułożyć konstytucję dla Niemiec pod pruskim kierownictwem.
Między 1862 a 1864 oraz między 1874 a 1880 zasiadał w Izbie Posłów pruskiego parlamentu. Ponadto znalazł się w Sejmie Związku Północnoniemieckiego. Był przeciwnikiem ultramontanizmu i popierał Kulturkampf.